# Raymond Tissot
Raymond Tissot (Raymond Alexandre Tissot; * 2. August 1919 in Oyonnax; † 19. Dezember 1985 in Lyon) war ein französischer Speer- und Diskuswerfer.
Bei den Leichtathletik-Europameisterschaften 1946 in Oslo wurde er Achter im Diskuswurf und scheiterte im Speerwurf in der Qualifikation. 1948 kam er bei den Olympischen Spielen in London im Speerwurf nicht über die Qualifikation hinaus.
Sechsmal wurde er Französischer Meister im Speerwurf (1945–1949, 1951). Seine persönliche Bestleistung in dieser Disziplin von 64,33 m stellte er 1947 auf.